# Třebešice (zámek, okres Kutná Hora)
Zámek Třebešice se rozkládá v severovýchodní části intravilánu stejnojmenné obce v okrese Kutná Hora, přibližně v polovině cesty mezi Kutnou Horou a Čáslaví. Je chráněn jako kulturní památka České republiky.

## Popis

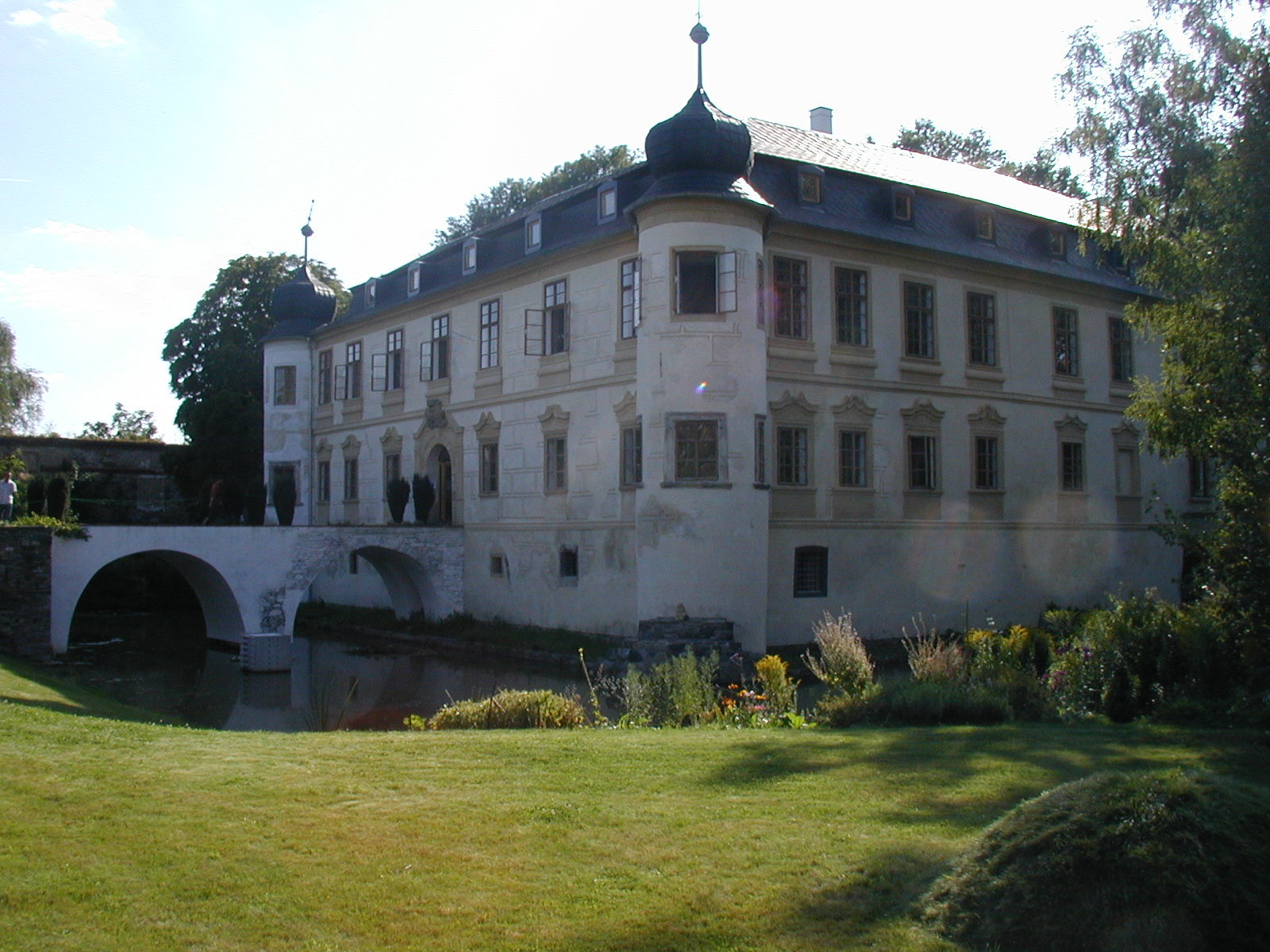
Pohled od severovýchodu

Menší venkovský renesanční zámek s barokními přestavbami (původně gotická tvrz) je jednopatrová budova trojkřídlového půdorysu s mansardovou střechou. V přízemí jsou zachovány zbytky renesančních kleneb. Kolem zámku byl obnoven vodní příkop, hlavní vstup do zámku vede po mostě přes vodní příkop do střední části budovy. Kolem zámku se rozkládají rozsáhlé zahrady, v nichž bylo zřízeno několik jezírek různé velikosti, dále komplex venkovských stavení z různých historických období a domácí farma. V zahradě, hospodářských staveních a v interiéru jsou instalovaný různé umělecké artefakty současných umělců.

## Historie

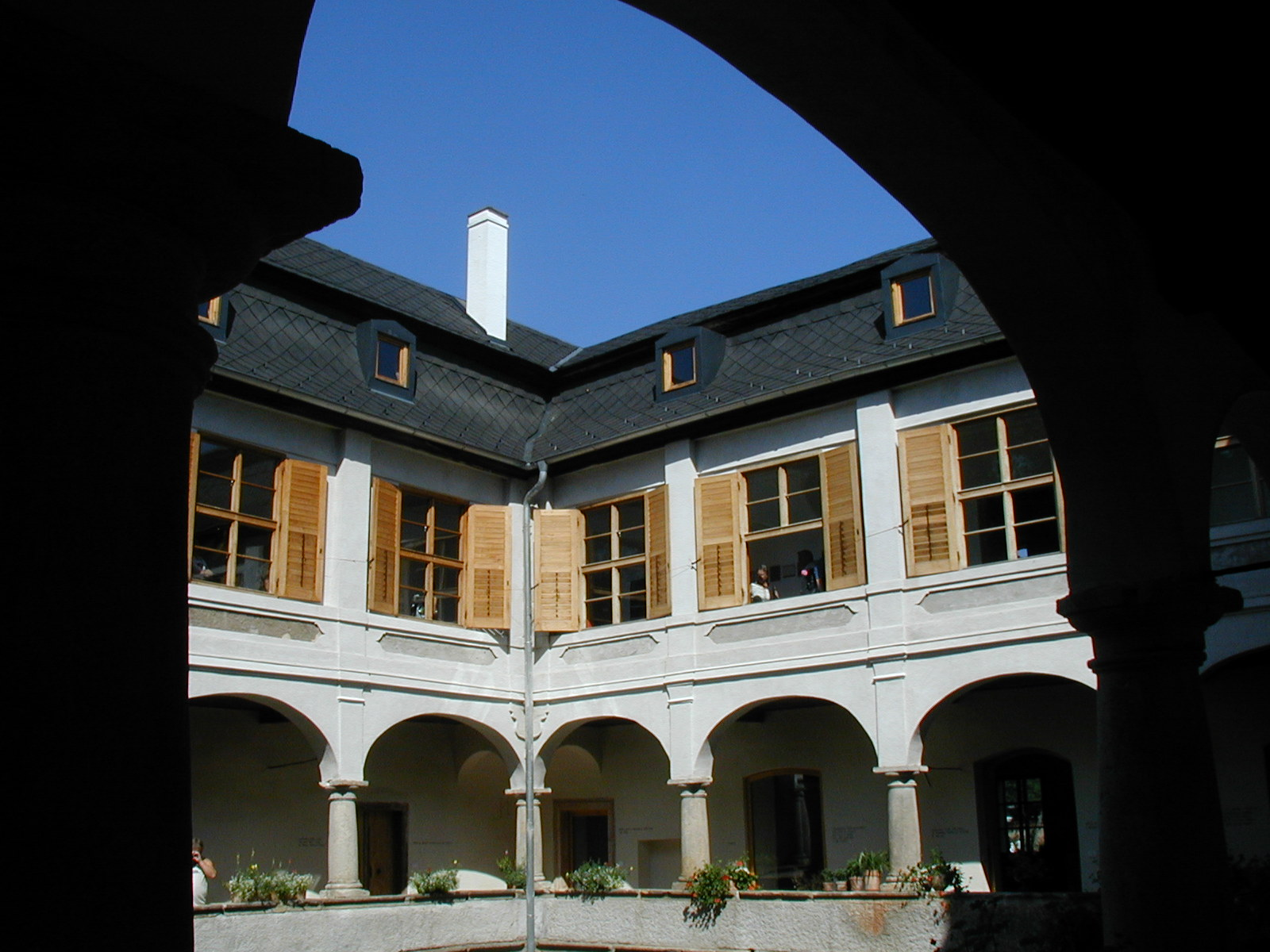
Nádvoří

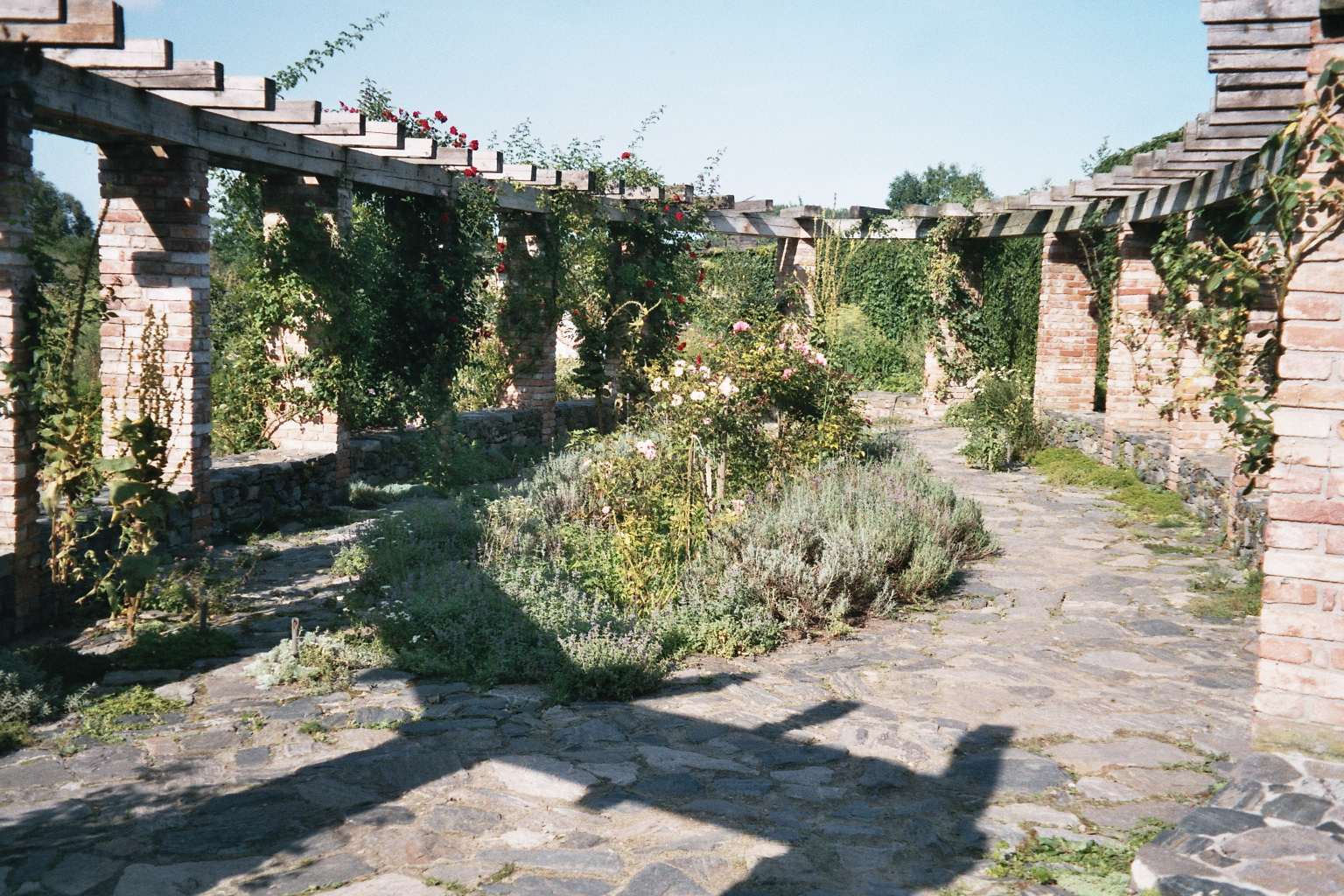
Severní část zahrady

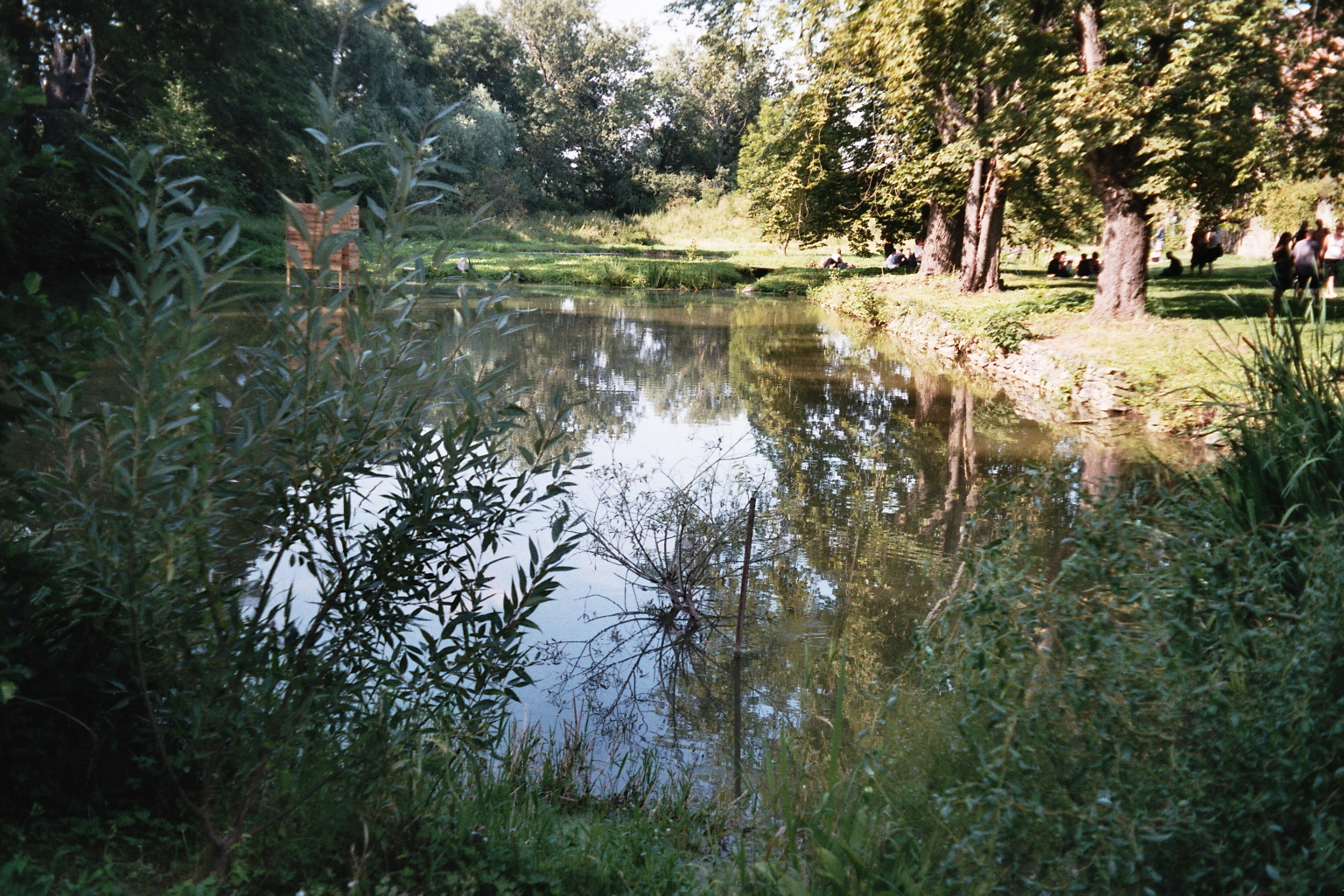
Jezírko v zahradě

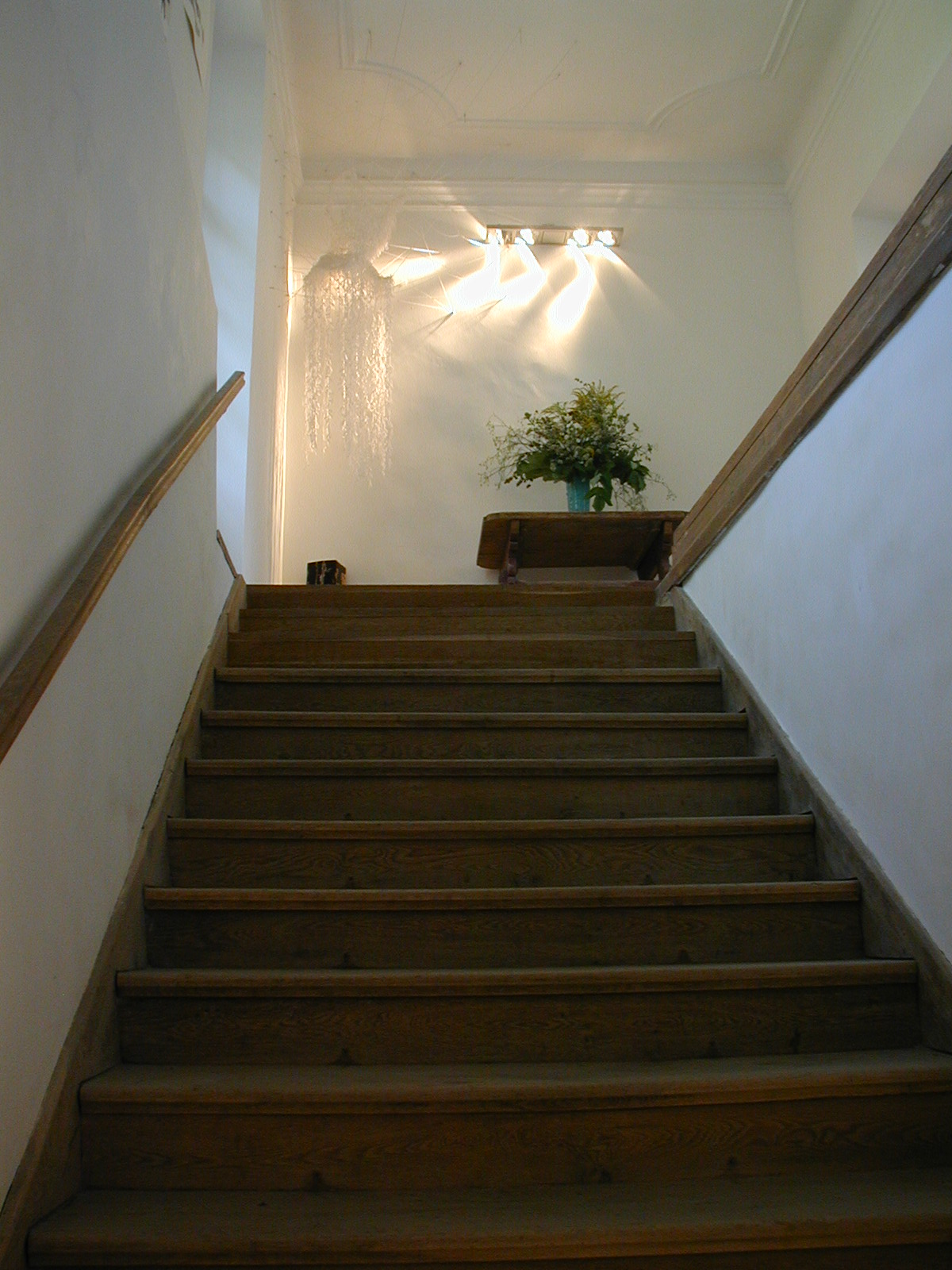
Schodiště

Pozemky v Třebešicích patřily od 12. století (jako většina okolního kraje), nejstaršímu cisterciáckému opatství, které sídlilo v nedalekém
Sedleckém klášteru. v průběhu 13. století zde stála gotická vodní tvrz, menší než je do současnosti zachovaná renesanční budova. První písemná zmínka o tvrzi pochází z roku 1309, kdy byl jejím vlastníkem Konrád Kutner, bohatý měšťan z Kutné Hory. v roce 1319 získal od krále Jana právo zastavit ho zpět sedleckému opatství, které ho získalo v roce 1327.
Roce 1415 sedlecké opatství tvrz a statek v Třebešicích opět prodalo, v průběhu husitských válek se zde vystřídalo několik různých majitelů. v roce 1530 získal statek Zikmund Materna z Květnic (sňatkem s Ludmilou z Libodřic) a za jeho panství a za vlády jeho syna Adama prošla tvrz zásadní přestavbou. z tohoto období (kolem roku 1550) pochází celková dispozice a větší část současné podoby budovy: tři křídla kolem čtvercového nádvoří, s arkádami na kamenných sloupech na vnitřní straně a dvěma malými rohovými věžemi na vnější straně. z této doby pocházejí též sgrafitové dekorace na vnějších fasádách a pískovcové okenní a dveřní ostění, které se zachovalo na několika místech. Pravděpodobně zde působilo několik italských mistrů, kameníků a štukatérů. Čtvrté křídlo na západní straně dvora se nezachovalo. Zámek byl obklopen vodním příkopem napájeným vodu z nedalekého potoka, vodní příkop však byl vysušen a zasypán již v 17. století.
v roce 1620 prodal Jindřich Materna statek Petru Lukaveckému z Lukavce a v roce 1644 vlastnictví přechází na Václava Rudolfa Věžníka z Věžníka. Jeho syn Bernard František z Věžník v roce 1679 zakoupil rovněž sousední Nové Dvory a oba statky spojil do jednoho. V roce 1718 Josef Jaroslav Věžník přestavěl zámek v pozdně barokním stylu: z této doby pochází nová barokní mansardová střecha a plastické členění vnějších fasád se štíty nad okny a hlavním vstupem. Uprostřed čelního nádvoří naproti bráně do zámku byla postavena kamenná socha Panny Marie.
Po rodině Věžníků se na zámku vystřídali další dva majitelé a roku 1764 kupuje statek Třebešice spolu s Novými Dvory hrabě Jan Karel Chotek z bohaté a známé rodiny Chotků, která majetek vlastnila po několik generací. Chotkové však zde nikdy nežili, protože nejprve bydleli na zámku v Nových Dvorech. Ani zde však nebyli zcela spokojeni, nejprve zámek v Nových Dvorek přestavěli, nakonec Jan Rudolf Chotek v letech 1802–1822 vybudoval zcela nový zámek Kačina, což je jedna z nejvýznamnějších empírových staveb v České republice nepříliš rozšířeného stavebního slohu. Po roce 1764 tedy zámek v Třebešicích využívali pouze správcové majetku a budovy začaly chátrat. Přesto v té době vznikly i nové zajímavé stavby. v průběhu 18. století byla postavena krásná, velká kamenná sýpka se 4 dřevěnými podlažími a z poloviny 19. století pochází většina dalších hospodářských budov, zejména staré stáje s nízkými cihlovými sklepy (dnes částečně pobořeny), a další stodoly, včetně tzv. velké stodoly (80 x 15 metrů), která je považována za jedna největších a nejkrásnějších v Čechách.
V roce 1911 umírá pan Emerich Chotek, poslední člen kačinské větvě rodu, a veškerý jeho majetek, včetně Třebešic a Nových Dvorů dědí jeho synovec, Quido Thun – Hohenstein. Quido však rodinné jmění prohýřil v sázkách, před svými věřiteli uprchl do Říma, kde se stal velitelem švýcarské gardy na papežském dvoře. Stát dal jeho majetek do dražby (rozloha statku se ovšem v důsledku pozemkové reformy z let 1919–1922 zmenšila na přibližně 120 hektarů) a v roce 1924 statek v Třebešicích kupuje dr. Vojtěch Vraný.
Dr. Vojtěch Vraný byl agronom, jehož rodina si statek pronajímala a vedla ho již od konce 19. století. Statek zmodernizoval a kromě dalších věcí provedl celkovou rekonstrukci zanedbané budovy zámku, do zámku zavedl elektrický proud, centrální vytápění a vodu, vyměnil většinu oken a dveří a opravil střechu. Po vypuknutí druhé světové války se v zámku usídlilo velení gestapa a po převzetí moci komunisty v roce 1948 byl celý statek zestátněn a dr. Vraný byl nucen se s celou rodinou vystěhovat. Při vystěhování si neměli s sebou nic vzít a historický nábytek i další majetek byly brzy rozkradeny nebo zničeny.
v následujících desetiletích byly budovy statku používány místním JZD. Hospodářské budovy byly až do 90. let 20. století využívány a zůstaly v poměrně dobrém stavu. Staré stáje však byly opuštěny v 70. let a od té doby chátraly. Budova zámku byla dlouho využívána jako archiv Ministerstva zemědělství, později objekt získal Ústřední ústav geologický v Praze. Přetěžování nosných stěn a podlah archívem, spolu se zanedbanou údržbou a stavem spodních vod vedl k tomu, že došlo k závažným statickým poruchám budovy zámku, která měla tendenci se na několika místech hroutit. v druhé polovině 70. let sice byla státem zahájena rekonstrukce zaměřená především na statické zajištění, současně však při injektážích byly necitlivě odstraněny podlahy a část sgrafitové omítky. Po zajištění statiky byla dokonce další rekonstrukce zastavena a budova opět až do 90. let chátrala.
Poté byl zámek se statkem a přibližně 120 hektary pozemků vrácen rodině doktora Vraného, vnukovi původního majitele. Celý majetek byl však v katastrofálním stavu a za tehdejší situace v zemědělství byl dr. Vraný donucen statek nabídnout k prodeji. Několik let však žádného kupce nenacházel.
Nakonec se v roce 2000 objevili současní majitelé, dva Italové z pražské galeria Futura (architekt a galerista Alberto di Stefano a vytvarník Eugenio Percossi). Od té doby probíhá rozsáhlá postupná rekonstrukce nejen zámku, ale též ostatních budov a zahrady, je obnoven vodní příkop okolo zámku, založena jezírka v zahradě atd.
Od roku 2003, jakmile byla dokončena aspoň první etapa rekonstrukce a interiéry byly obyvatelné, začal Alberto di Stefano zvát do Třebešic umělce, kteří zde vytvářejí různá umělecká díla, z nichž většina zůstává vystavena na zámku, v hospodářských budovách i v exteriéru. Od té doby se během roku na zámku koná řada různých uměleckých akcí a workshopů.
Vedle uměleckých workshopů fungují od roku 2015 Třebešice i jako hotel, k dispozici je zde hostům sedm zcela rozdílně zařízených apartmánů a pokojů. Dále je zde možné pořádat svatby, soukromé oslavy a firemní akce.
Od 2003 je vždy v létě pořádán též Den otevřených dveří, kdy je možné prohlédnout si interiéry zámku a další budovy včetně vystavených uměleckých exponátů, s bohatým doprovodným programem v zahradách.